# Derek McInnes
Derek McInnes (Paisley, Escocia, 5 de julio de 1971) es un exfutbolista británico que jugaba de centrocampista. Desde la temporada 2025-26 entrena al Heart of Midlothian F. C. de la Scottish Premiership.

## Selección nacional
Fue internacional con la selección de fútbol de Escocia en dos ocasiones.

## Clubes

### Como jugador
| Club                            | País       | Año       |
| ------------------------------- | ---------- | --------- |
| Greenock Morton F. C.           | Escocia    | 1988-1995 |
| Rangers F. C.                   | Escocia    | 1995-1999 |
| Stockport County F. C. (cedido) | Inglaterra | 1998-1999 |
| Toulouse F. C.                  | Francia    | 2000      |
| West Bromwich Albion F. C.      | Inglaterra | 2000-2003 |
| Dundee United F. C.             | Escocia    | 2003-2006 |
| Millwall F. C.                  | Inglaterra | 2006-2007 |
| St. Johnstone F. C.             | Escocia    | 2007-2008 |

### Como entrenador
| Club                      | País       | Año       |
| ------------------------- | ---------- | --------- |
| St. Johnstone F. C.       | Escocia    | 2007-2011 |
| Bristol City F. C.        | Inglaterra | 2011-2013 |
| Aberdeen F. C.            | Escocia    | 2013-2021 |
| Kilmarnock F. C.          | Escocia    | 2022-2025 |
| Heart of Midlothian F. C. | Escocia    | 2025-     |

## Palmarés

### Como jugador

#### Campeonatos nacionales
| Título                      | Club                  | País    | Año  |
| --------------------------- | --------------------- | ------- | ---- |
| Segunda División de Escocia | Greenock Morton F. C. | Escocia | 1995 |
| Scottish Premier Division   | Rangers F. C.         | Escocia | 1996 |
| Copa de Escocia             | Rangers F. C.         | Escocia | 1996 |
| Copa de la Liga de Escocia  | Rangers F. C.         | Escocia | 1997 |
| Scottish Premier Division   | Rangers F. C.         | Escocia | 1997 |
| Premier League de Escocia   | Rangers F. C.         | Escocia | 1999 |
| Copa de Escocia             | Rangers F. C.         | Escocia | 1999 |

### Como entrenador

#### Campeonatos nacionales
| Título                     | Club           | País    | Año  |
| -------------------------- | -------------- | ------- | ---- |
| Copa de la Liga de Escocia | Aberdeen F. C. | Escocia | 2014 |